# 나비드
나비드(본명: 박소연, 1986년 11월 16일 ~ )는 대한민국의 싱어송라이터이다.
2007년 MBC 대학가요제로 가요계에 입문한 나비드는 2009년 정규 앨범을 시작으로 본격적인 활동을 시작했다. 나비드는 폭발적인 가창력과 화려한 무대매너로 열혈팬을 확보한 숨은 고수다. ‘팔방미인’이라는 수식어가 붙을 만큼 빼어난 작사, 작곡 능력에 수준급의 기타와 건반 연주 및 프로듀싱 실력까지 갖추고 있는 나비드이기에 음악적 변신도 자유자재로 넘나든다.
나비드는 일본과 중국에서도 활발한 활동을 이어왔다. 일본에서는 2009년부터 라이브 무대를 통해 실력을 인정받다가 2012년 12월 일본데뷔앨범 '리틀버터플라이(Little Butterfly)'를 발표하며 본격적으로 일본 음악시장에 발을 들였다. 중국에서는 2011년 초청 공연을 시작으로 콘서트를 이어가며 한국과 중국의 문화적 가교 역할을 하고 있다. 주로 외국 무대에서 활동하던 그는 2015년 10월 싱글 '아니라고'를 발표한 데 이어 그해 11월 발라드곡 '그대가 사는 겨울'을 발표하며 본격적인 국내 활동에 돌입했다. 2016년에는 밴드를 구성해 강렬한 사운드로 전국투어콘서트를 이어가며 국내 팬들과 만났다.
나비드는 작품의 철학을 시각적으로 표현하는 데에도 심혈을 기울이는 아티스트다. 선화예술고등학교와 성균관대학교에서 미술을 전공한 인재답게 나비드는 데뷔 후 줄곧 앨범커버를 직접 디자인했다. 시사교양프로그램 명작스캔들에서 토론 패널로 활동했으며 언론사 아시아투데이에 문화칼럼 '나비드의 컬처인사이트'를 기고했던 다재다능함이 나비드의 음악적 깊이와 독창적 메시지로 연결된다.
팝과 록을 자유롭게 넘나드는 보컬리스트 '나비드'는 2019년 활발한 음반 활동을 펼쳤다. 강렬한 국악크로스오버 '비상천'을 시작으로 청량감 넘치는 '맛집을 단둘이', 하우스풍의 댄스곡 '가슴 뛰는 대로', 경쾌한 라틴풍의 'Love Affair(러브 어페어)'에 이어 감성발라드 '왜 이렇게 아프죠'까지 잇달아 내놓으며 쉼 없는 행보를 이어나갔다. 2020년에는 MBC 트로트의 민족에 출연하였고, 2021년에는 왜곡된 역사를 바로잡고 올바른 이념을 피력하려는 의도로 '아프다'를 발표하며 묵직한 울림을 주었다. 2021년 9월부터는 MBN 헬로트로트에 도전장을 내밀었고, 그 다음해인 2022년 3월에는 신곡 '나무처럼'을 발표하였다.
현재에는 유튜브 채널 '나비드TV'를 직접 운영하며 소통을 이어가고 있다. 나비드는 궁극적으로는 세대를 넘는 뮤지션을 꿈꾼다. "저는 아빠나 엄마가 자식한테 추천해 줄 수 있는 음악을 하는 사람이 되고 싶어요. 시간이 지나도 충분히 공감할 수 있고 마음에 위안을 줄 수 있는 음악으로 팬들과 함께 할 거예요." 다재다능함으로 똘똘 뭉친 아티스트 나비드는 천천히 자신만의 내공을 쌓아가고 있다.
2023년에는 유튜브 채널 '나비드TV'가 구독자 10만을 넘기며 실버버튼을 받았고 그해 12월부터는 매주 라이브 스트리밍 '나비드의 그빛내빛'을 방송하며 팬들과 소통을 이어가고 있다. 2024년 11월 15일에는 2년 8개월만에 싱글 '누군가의 첫사랑 그리고 새벽비'를 발매했다. 나비드는 궁극적으로는 세대를 넘는 뮤지션을 꿈꾼다. "저는 아빠나 엄마가 자식한테 추천해 줄 수 있는 음악을 하는 사람이 되고 싶어요. 시간이 지나도 충분히 공감할 수 있고 마음에 위안을 줄 수 있는 음악으로 팬들과 함께 할 거예요." 다재다능함으로 똘똘 뭉친 아티스트 나비드는 천천히 자신만의 내공을 쌓아가고 있다.

## 경력

### 유년시절 ~ 2007년
어릴 적부터 미술과 음악을 접하며 자랐다. 미술을 전공했던 아버지의 영향으로 자연스럽게 미술을 습득하며 성장했고, 오랜기간 피아노를 배우며 작곡을 공부했다. 선화예술고등학교에 진학하여 미술을 전공했고, 성균관대학교 미술학과를 졸업하였다. 촉망받는 미술학도로서 미술가의 꿈을 키워가던 대학 재학 시절, 슬럼프에 빠질 때마다 음악을 '돌파구'로 삼았다.
그러던 2007년, 평소 로망으로 여기던 MBC 대학가요제에 자작곡  '몽(夢)'으로 출전하여 본선에 입상하였으며 대학가요제를 계기로 음악에 뜻을 품고 가수의 길을 걷게 되었다.

### 2009년 ~ 2011년
2009년, 듀엣을 결성하여 '나비드(NAVID)'라는 이름으로 정규 1집 앨범 '하루'를 발매하였다. 나비드(NAVID)라는 예명은 '좋은 소식'을 뜻하는 히브리어로, '나비드의 음악을 기다려주는 팬들에게 언제나 좋은 소식을 전하기 위해' 지은 이름이다. 2009년 10월에는 일본 뮤지션들의 축제인 시부야음악제에 한국 가수로는 최초로 초청을 받아 공연을 했다.
2010년 6월, 정규 2집 앨범 'Tell Me The World(텔 미 더 월드)'를 발매하였다. 정규 2집 앨범에서 나비드는 작곡·작사뿐만 아니라, 지구촌 곳곳에서 벌어지고 있는 지진과 전쟁, 기아와 난민 등을 주제로 직접 그린 9점의 미술작품을 앨범 재킷에 함께 실어 주목을 받았다.  한편 앨범 발표 직후 멤버 김혜진이 학업을 이유로 돌연 탈퇴하여, 나비드는 활동 1년 만에 2인조 체계를 접고 솔로로 전환하여 활동을 이어갔다. 같은 해 9월, 비인기 종목의 스포츠 선수들을 응원하고자 작사한 곡 'My Hero(마이 히어로)'를 발표했다. 10월에는 일본 도쿄에서 미니 콘서트를 개최했고 도쿄에서의 첫 팬미팅도 가졌다.
2011년, '상상이별'과 'Runway(런웨이)' 등을 엮은 2.5집 싱글 앨범을 발표했다. 'Runway(런웨이)'의 뮤직비디오에도 직접 출연하며 다재다능한 끼를 드러냈다.
2011년도에 나비드는 무대가 아닌 다른 영역에서 남다른 재능을 뽐내기도 했다. 평화방송(PBC) FM '음악이 있는 저녁 풍경'의 진행자(DJ)로서 청취자를 찾아가는가 하면, 글솜씨를 인정받아 아시아투데이 신문에 2011년 11월 18일부터 2012년 11월 30일까지 1년 간 문화 칼럼 '나비드의 컬처 인사이트'를 기고했다.

### 2012년 ~ 2014년
2012년 1월, 싱글 앨범 'The Bridge Of Color(더 브릿지 오브 칼라)'를 발표하였고, 한중수교 20주년을 맞아 중국 최고의 민간 무용단 '소백로' 팀과 함께 여수엑스포에서 합동공연을 펼쳤다. 한편 나비드의 음악성을 인정한 중국 측 관계자로부터 적극적인 러브콜을 받아 5월부터 9월까지 중국에서의 프로모션을 진행했고 11월에는 중국의 성도와 면양에서 초청을 받아 중국 쓰촨성의 지진 피해자들을 위한 자선공연도 이어갔다.
나비드에게 2012년은 중국 진출과 동시에 일본에서의 정식 데뷔를 알린 해였다. 나비드로 데뷔 후 줄곧 일본의 크고 작은 라이브 무대에서 공연을 했던 나비드는 2012년 12월, 일본에서의 데뷔 앨범 '리틀버터플라이'를 발표하며 본격적으로 일본의 음악시장에 뛰어들었다. 일본데뷔앨범 '리틀버터플라이'에는 매우 특별한 사연이 깃들어있다. 높은 음역대를 자랑하는 수록곡들은 사실 원곡 가수가 따로 있었던 상황. 그러나 앨범 발표를 코앞에 두고 갑작스레 지병으로 세상을 떠났고 작곡가이자 프로듀서인 '히로시 요 후지오카'는 그를 대신할 가수가 없다고 생각해 수록곡 모두를 봉인해뒀다. 그로부터 수년이 흐른 후인 2010년 도쿄 시나가와 그랜드홀에서 열린 나비드의 공연에 우연히 참석하게 된 그는 나비드가 원곡 가수의 못다 핀 뜻을 대신 이뤄줄 적임자라고 생각해 봉인된 노래를 선물하고 싶다며 연락을 했고 그것이 나비드가 '리틀버터플라이'를 부르게 된 이유라 한다.
2013년 5월 앨범 '리틀버터플라이(Little Butterfly)'가 한국에서도 발매되었다. 앨범 발매 2주 만에 음원다운로드 사이트의 J팝 부문 차트에서 2위에 진입했고 6월 첫째 주에는 J팝 음원다운로드 순위 1위를 차지했다.
6월에는 일본 오키나와에서 개최된 콘서트를 성황리에 마치고 도쿄에서 라이브 투어를 이어갔다. 7월 말에는 중국에서 열린 '2013 청도 국제 음악 페스티벌'에 나비드가 한국 대표가수로 초청을 받아 평화를 염원하는 공연을 했다.
같은 해 12월, 나비드는 일본록밴드 '카구라(Kagura)'의 앨범을 프로듀싱하며 프로듀서로서의 자질을 증명함과 동시에 한국과 일본의 문화적 가교 역할을 했다.

### 2015년 ~ 2017년
지난 10년간 한국과 해외를 오가며 활동했던 나비드는 한동안은 국외에서 더 많이 활약했다. 하지만 지난 2015년 10월 싱글 '아니라고'를 시작으로 11월 '그대가 사는 겨울'을 선보이며 국내 활동에 집중하고 있다.  2016년에는 드러머 임청과 함께 밴드를 결성하여 6월 4일 대전 공연을 시작으로 전국투어콘서트를 이어갔고 7월 한달 간 서울에서 다채로운 무대를 선보였다.
실력있는 록 보컬로 인정받아 '록의 디바'라는 수식어로 불리는 나비드는 2017년 3월, 다시 찾아온 봄날 같은 사랑의 희망이 담긴 재즈풍의 발라드곡 '너는 어디에 나는 여기에'로 컴백했다. 이어 5월에는 독보적 음색과 독창적인 멜로디 라인이 돋보이는 곡 '멀어지는 친구에게'를 선보였다. 음악을 만든 창작자의 철학을 시각적으로 표현하는 데에도 심혈을 기울이는 아티스트인 나비드는 직접 그린 연필화와 캘리그래피를 앨범커버로 장식했다. 바쁜 현실 속에서 몇 안되는 친구마저 남남이 되는 현실, 현대인의 숨기고 싶은 비밀을 현실적으로 노래하며 '공감'을 자아냈다. 7월에는 무더운 여름, 일상에 지친 스트레스를 시원하게 날려버릴 긍정 에너지를 내뿜는 힐링송 '아자아자'를 선보였다. 노래를 따라 부르면 마치 말하는 대로 이뤄질 것만 같은 주문처럼 '원했던 일이 모두 다 눈앞에 현실로 다가온다', '힘들었던 날의 보상이 온다'와 같은 노랫말은 듣는 이에게 힘을 불어넣어주기 충분하다.
11월 나비드는 겨울에 어울리는 감성발라드 '널 떠난다'를 발표했다. ‘애달프도록 아름다운 노래’라는 표현이 어울릴 만큼 이별 후 찾아오는 그리움을 애써 단념하려는 마음을 애절하게 녹여내 아픈 이별을 겪어본 사람에게 공감을 자아냈다. 전작들과 마찬가지로 작곡, 작사, 편곡 모두 직접 그의 손을 거쳐 탄생한 '널 떠난다'는 "가장 나비드다운 색채로 증폭시킨 곡"이다. 전반부에 읊조리듯 담담하게 시작하는 감정선은 후반부 폭풍처럼 밀려드는 오케스트라 세션 위로 절규하듯 폭발하며 소름 돋는 반전을 느낄 수 있다.
2017년 들어 잇달아 주목 받는 싱글앨범을 출시하며 왕성한 활동을 한 나비드는 같은 해 인천광역시와 경인방송이 주관하는 송도세계문화관광축제 공식 주제가 '송도로 가자'를 선보이기도 했다.

### 2018년 ~ 2022년
2019년 나비드는 다른 컬러의 신곡 '비상천'과 '맛집을 단둘이'를 잇달아 발표하며 열일 행보를 이어간다. 나비드의 '비상천'은 4월 2일, 동명의 타이틀로 아쟁연주자 준산의 연주곡으로도 발매되었다. 준산의 연주 버전과 나비드의 노래 버전 모두 나비드가 직접 곡을 쓰고 프로듀싱했다. ‘비상천’은 나비드의 폭발적인 에너지와 시원시원한 가창력을 만끽할 수 있는 곡으로 과거로부터 걸어 온 100년의 시간을 발판으로 앞으로의 100년을 바라보자는 웅혼한 포부가 담겨있다. 한편 나비드의 '비상천'은 이후 '3.1운동 및 대한민국 임시정부수립 100주년'의 의미를 널리 알리는데 크게 기여한 것으로 인증 받아  '국민참여 기념사업'으로 선정되었다. 대통령 직속 '3·1운동 및 대한민국 임시정부수립 100주년' 기념사업추진위원회로부터 '국민참여 기념사업'으로 선정되었다.
나비드가 5월 5일에 발표한 또 다른 신곡 '맛집을 단둘이'는 고백’ ‘굿나잇(Goodnight)’에 이은 ‘나비드표 모던록’으로 달달한 러브송이다. 밝은 멜로디에 현실적인 가사를 예쁘게 녹여낸 '맛집을 단둘이'는 "맛집을 핑계로 다시 한 번 보고 싶다"는 노랫말에 애틋한 그리움이 묻어나 묘하게 슬픈 느낌마저 안겨준다. 썸을 타다가 흐지부지 된 사이도, 열렬히 사귀다가 헤어진 사이도 모두 공감할만 하다. 나비드는 10년을 함께한 반려견 ‘주몽’과 함께 뮤직비디오에 출연해 눈길을 끌었다. 나비드는 “미련을 떨치지 못한 슬픔이 아닌, 예쁜 추억으로 남는 그리움을 표현하고 싶었다”며 “뮤직비디오 속 반려견의 사랑스러움으로 곡의 명랑한 느낌을 더욱 부각하고자 했다”고 설명했다.
발표하는 앨범마다 다채로운 음악적 스펙트럼을 보여준 나비드는 6월, 장르적 변화를 준 시원한 하우스풍 댄스곡 '가슴 뛰는 대로'를 발표했다. 중독성 강한 멜로디가 귀에 쏙쏙 들어오는 '가슴 뛰는 대로'는 특히 시인 전승선이 작사가로 참여해 '꿈을 갖고 가슴 뛰는 대로 인생을 살아가자는 메시지'를 담았다. 이어 8월에는 '러브어페어'를 발매했다. ‘러브 어페어’는 오직 한 사람에게만 열광하는 마음을 호소력 짙게 표현한 곡으로, 나비드의 매혹적인 음색을 한껏 즐길 수 있는 곡이다. 또한 10월, 나비드는 쓸쓸한 가을에 잘 어울리는 신곡 '왜 이렇게 아프죠'를 내놓았다. 식어버린 사랑에 대한 애절한 아픔을 담은 곡으로, 원망이 뒤섞인 사랑의 감정을 표현했다.
2020년 10월에는 MBC 트로트의 민족에 출연했으며, 2021년 3월에는 왜곡된 역사를 바로잡고 올바른 이념을 피력하려는 의도로 일본군 성노예 피해여성인 '이용수'할머니의 인터뷰를 싣고 여전히 아물지 않은 우리 역사의 아픔을 '아프다'라는 노래에 녹여냈다. 그해 10월에는 MBN 헬로트로트에 출연하며 압도적인 가창력으로 트로트 오디션 프로그램 우승에 도전했다. 넘치는 여유로 깔끔한 고음과 화려한 무대매너를 선보인 나비드에게 설운도는 "가창력이 대단하다. 오랜만에 기가 눌리는 느낌"이라며 러브콜을 보냈고, 에이스매치 무대에서는 "나비드가 이렇게 잘하는지 몰랐다. 옥타브가 몇 옥타브가 올라간지 모르겠다"며 칭찬했다. 특히 설운도 팀의 감독을 도와주는 금잔디는 "나비드 씨는 내가 원하는 것을 다 보여줬다."고 말하며 감동의 눈물을 흘렸다. 
경연이 끝난 2022년 3월에는, 늘 한결같이 곁을 지켜주고 믿어주는 존재들을 '나무'에 빗대 감사의 마음을 담아낸 곡 '나무처럼'을 발표하였다.

### 2023년 ~ 현재
유튜브 채널 '나비드TV'를 직접 운영하며, 팬들이 신청한 곡을 새롭게 재해석 및 편곡하여 들려주고 있다. 
나비드TV는 2023년 5월 13일 구독자수 10만 명을 달성하여 유튜브로부터 실버 버튼을 받았다. 5월 중순에는 팬들과 공모를 통해 "나비더스"로 명명한 네이버 팬카페 '나비더스'의 부활을 선언하였다. 11월 4~5일, 1박 2일 일정으로 충주호에 위치한 더쉼 캠핑장에서 팬미팅과 팬클럽 창단식을 열어 팬들과 첫 만남을 가졌다.
2024년 4월 15일 나비드TV는 구독자 20만을 넘겼다. 6월에는 나비드의 커버송 '블루라이트 요코하마' 원작자 '하시모토 준'으로부터 러브콜을 받아 일본에서의 활동에 신호탄을 울렸다. 10월 1일에는 한국청소년폭력예방협회로부터 홍보대사로 위촉되어 임명장을 수여받았다.
2024년 11월 15일 싱어송라이터 나비드는 늦가을에 어울리는 싱글 '누군가의 첫사랑 그리고 새벽비'를 발매했다. 직접 작사·작곡한 타이틀곡 '누군가의 첫사랑'과 수록곡 '새벽비' 총 2곡이 실린 싱글로, 지난 2022년 '나무처럼' 이후 약 2년 반 만에 낸 새 앨범이다. 떨어지는 낙엽처럼 가슴 저릿한 소중한 추억을 담백하고, 애절하게 담아냈다. 나비드는 싱글 '누군가의 첫사랑 그리고 새벽비'를 시작으로 본격적인 활동을 이어간다. 12월 말 후속곡이 예정되어 있으며, 내년 1월 19일에는 서울에서 단독콘서트를 앞두고 있다.

## 음반 활동

### 개인 음반
- 2009년 6월, 정규 1집 《하루》
- 2010년 6월, 정규 2집 《Tell Me The World》
- 2011년 6월, 싱글 《상상이별》
- 2011년 7월, 2.5집 싱글 《Runway》
- 2012년 1월, 싱글 《The Bridge Of Color》
- 2012년 12월, 싱글 《Little Butterfly》일본 발매
- 2013년 5월, 싱글 《Little Butterfly》한국 발매
- 2015년 10월, 싱글 《아니라고》
- 2015년 11월, 싱글 《그대가 사는 겨울》
- 2017년 3월, 싱글 《너는 어디에 나는 여기에》
- 2017년 5월, 싱글 《멀어지는 친구에게》
- 2017년 7월, 싱글 《아자아자》
- 2017년 11월, 싱글 《널 떠난다》
- 2019년 4월, 싱글 《비상천》
- 2019년 5월, 싱글 《맛집을 단둘이》
- 2019년 6월, 싱글 《가슴 뛰는 대로》
- 2019년 8월, 싱글 《Love Affair》
- 2019년 10월, 싱글 《왜 이렇게 아프죠》
- 2021년 4월, 싱글 《아프다》
- 2022년 3월, 싱글 《나무처럼》
- 2024년 11월, 싱글 《누군가의 첫사랑 그리고 새벽비》
- 2024년 12월, 싱글 《어느 날 문득, 내 나이가 벌써 쉰》
- 2025년 2월, 싱글 《돈대문아 열려라!》

### 참여 음반
- 2007년 10월, 《2007 MBC 대학가요제》 수록곡 '夢(몽)'/ 작사·작곡·노래
- 2008년 10월, 《Project H.O.P.E (The First)》 타이틀곡 '허풍'/ 노래, '커피향 이별'/ 노래, 'You're Still My Love'/ 작사
- 2010년 9월, 싱글 《나비드 with 화이팅대디》 타이틀곡 'My Hero'/ 작사·노래
- 2013년 12월, 일본 록밴드 카구라 싱글 《Kagura》 / 앨범 프로듀싱
- 2017년 11월, 송도세계문화관광축제 공식주제가 《송도로 가자》 / 노래
- 2019년 4월, 준산 연주곡 《비상천》 / 작곡·앨범 프로듀싱
- 2022년 1월, 《헬로트로트 Part.3》 초혼 / 노래

## 방송
- 2021년 MBN 헬로트로트
- 2020년 MBC 트로트의 민족
- 2017, 2018, 2019년 MBC 쇼!음악중심
- 2012년 평화방송 FM '음악이 있는 저녁 풍경' 라디오 DJ
- 2011년~2012년 KBS1 명작스캔들 패널 출연[93]

## 칼럼
- 아시아투데이 신문에 문화칼럼 《나비드의 컬처 인사이트》2011년 11월 18일부터[94] 2012년 11월 30일까지[95] 기고.